# 柯尼希施泰因 (巴伐利亚州)
柯尼希施泰因（德語：Königstein，發音：[ˈkøːniçʃtaɪn] ⓘ 或 [ˈkøːnikʃtaɪn] ⓘ）是德国巴伐利亚州上普法尔茨行政区安贝格-苏尔茨巴赫县的市镇，面积35.13平方千米，2023年12月31日人口为1,716人。